# Колфилд, Патрик
Патрик Колфилд (Patrick Caulfield ; 29 января 1936, Лондон — 29 сентября 2005, там же) — английский художник.

## Биография
Патрик Колфилд получил образование в Художественной школе Челси (1956—1960) и в Королевском колледже искусств (1960—1963), где в это же время учились Дэвид Хокни и Р. Б. Китай. После окончания обучения вернулся в Художественную школу Челси уже в качестве преподавателя (1963—1971). В 1964 он принял участие в выставке «New Generation» в Whitechapel Gallery, Лондон, в результате которой его творчество начали относить к поп-арту. Для живописи Колфилда были характерны плоская трактовка предметов, четкие сухие контуры, практически полное отсутствие полутонов (Натюрморт с кинжалом, 1963; Мастерская художника, 1964; Скульптура в пейзаже, 1966). В середине 1970-х Колфилд начал включать более детализированные, реалистичные элементы в свои работы (After Lunch, 1975). Например, натюрморт Autumn Fashion (1978) содержит разные по стилю изображения объекты: некоторые из них имеют четкий темный контур, но тарелка с устрицами изображена более реалистично. Позднее Колфилд вернулся к своему раннему стилю письма. В 1987 Колфилд был номинирован на Премию Тернера (премию в итоге получил Ричард Дикон).

## Персональные выставки
| - 2007 Waddington Galleries, Лондон - 2002 Waddington Galleries, Лондон - 2001 Pallant House, Чичестер - 2001 Galerie Papillon, Париж - 1999 Alan Cristea Gallery, Лондон - 1999 Ретроспектива. Hayward Gallery, Лондон; Национальный музей истории искусства, Люксембург; Calouste Gulbenkian Foundation, Лиссабон; Yale Center for British Art, Нью-Хейвен, Коннектикут - 1998 Soho Gallery, Лондон | - 1998 Waddington Galleries, Лондон - 1997 Waddington Galleries, Лондон - 1996 Galerie Claudine Papillon, Париж - 1994 Bodilly Galleries, Кембридж - 1993 Galerie Claudine Papillon, Париж - 1992—1993 Ретроспектива. Serpentine Gallery, Лондон - 1991—1992 Kilburn Tricycle Gallery, Лондон - 1990 Music Theatre Gallery, Лондон |

## Публичные коллекции
| - Harry N Abrams Collections, Нью-Йорк - Arts Council of Great Britain, Лондон - Art Gallery of Western Australia, Перт - Birmingham City Art Gallery - British Council, Лондон и Манчестер - Calouste Gulbenkian Foundation, Лиссабон - Castle Museum, Норидж - Dallas Museum, Техас - Delaware Art Museum, Уилмингтон - Royal Academy of Arts Collection, Лондон - Pallant House Gallery, Чичестер, Англия | - Department of the Environment, Лондон - Hirshhorn Museum and Sculpture Garden (недоступная ссылка), Smithsonian Institute, Вашингтон - Kunsthalle Bielefeld, Германия - Manchester City Art Gallery - Национальный музей истории искусства, Люксембург - National Gallery of Australia, Канберра - National Museum of Wales, Кардифф - Национальная галерея современного искусства, Эдинбург - Indianapolis Museum of Art, Индиана | - Sintra Museum of Modern Art, Portugal The Berardo Collection - Peter Stuyvesant Foundation, Лондон - Tate Gallery, Лондон - Tochigi Prefectural Museum of Fine Arts, Япония - Victoria and Albert Museum, Лондон - Виргинский музей изящных искусств, Ричмонд - Walker Art Gallery, Ливерпуль - National Museums Liverpool, Ливерпуль - Whitworth Art Gallery, Манчестер - Cleveland Museum of Art, Огайо |